# Scraptia gounellei
Scraptia gounellei es una especie de coleóptero de la familia Scraptiidae.

## Distribución geográfica
Habita en Brasil.